# Костицын, Павел Леонидович
Па́вел Леони́дович Кости́цын (укр. Павло Леонідович Костіцин; род. 5 января 1975, Евпатория, Украинская ССР) — украинский телеведущий, шоумен и актёр, режиссёр-постановщик.

## Биография
Павел Леонидович Костицын родился 5 января 1975 года в Евпатории в семье моряка Северного флота Леонида Алексеевича Костицына, до 7 лет жил на Чукотке.
С 12 лет играл в театре «Золотой Ключик» в Евпатории.
С 1998 года живёт в Киеве, закончил Киевский Театральный институт имени Карпенко-Карого.
С 1997 года по 2001 год работал на радиостанции «Наше радио» начальником информационного отдела, а позднее — программным директором.
С 2001 года по 2004 год работал на телеканале «Интер», был художественным руководителем, режиссёром-постановщиком и ведущим передач «Любовь с первого взгляда» и «Перекресток любви».
С 2005 года по 2007 год был ведущим «Игры патриотов».
С октября 2007 года — ведёт реалити-шоу «Битва экстрасенсов» на телеканале СТБ.
С марта 2010 года — ведёт «Мистические истории с Павлом Костицыным».
C 2009 года Павел Костицын известен как шоумен и ведущий ежегодных церемоний награждения украинского рейтинга народных предпочтений «Фавориты Успеха».
В 2021 году принимал участие в проекте «Маска» на телеканале «Украина».

## Телевидение

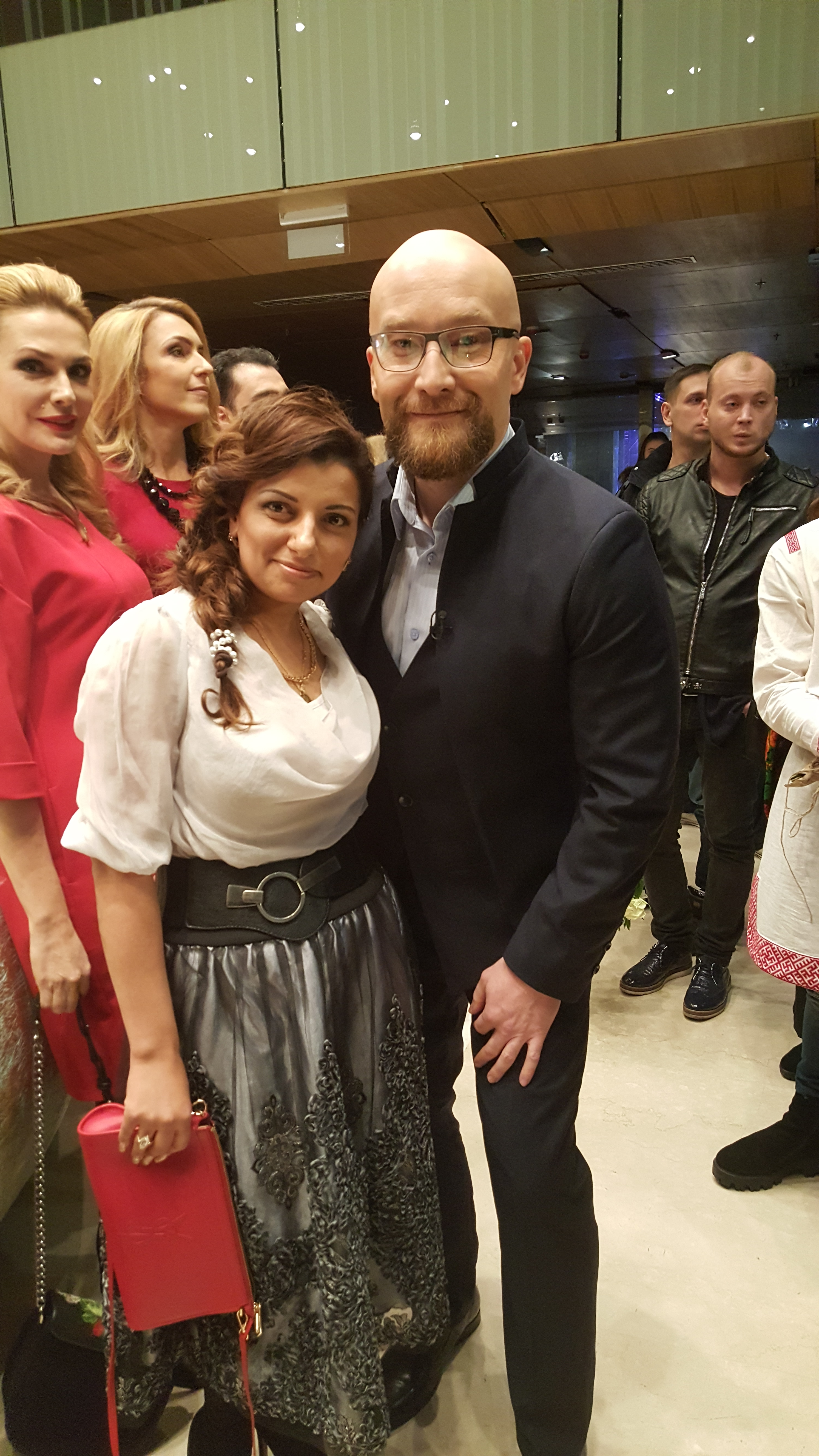
Цыганская ясновидящая Рубина Цыбульская и Павел Костицын «Битва Экстрасенсов»

- «Любовь с первого взгляда» с Екатериной Виноградовой.
- «Перекресток любви» с Екатериной Виноградовой.
- «Игры патриотов»
- «Битва экстрасенсов»
- «Мистические истории с Павлом Костицыным»

## Фильмография
- 2008 — Ван Гог не виноват
- 2014 - Брат за брата, сериал

озвучивание
- 2009 — «Миссия Дарвина» / украинский дубляж — хомяк Хайер[5]
- 2010 — «Гадкий Я» / украинский дубляж — Грю[6]
- 2013 — «Гадкий Я 2» / украинский дубляж — Грю
- Ральф-разрушитель — Марковский
- Аладдин — Джин'